# Śródka-Strzyżmin
Pour les articles homonymes, voir Śródka.
Śródka-Strzyżmin (prononciation : [ˈɕrutka ˈstʂɨʐmin]) est un village polonais de la gmina de Chrzypsko Wielkie dans le powiat de Międzychód de la voïvodie de Grande-Pologne dans le centre-ouest de la Pologne.
Il se situe à environ 5 km à l'est de Chrzypsko Wielkie (siège de la gmina), 27 km à l'est de Międzychód (siège du powiat), et à 52 km au nord-ouest de Poznań (capitale de la Grande-Pologne).

## Histoire
De 1975 à 1998, le village faisait partie du territoire de la voïvodie de Poznań.

Depuis 1999, Śródka-Strzyżmin est situé dans la voïvodie de Grande-Pologne.
Le village possède une population de 148 habitants en 2002.